# 3인의 탈주자
《3인의 탈주자》(영어: Three Fugitives)는 미국에서 제작된 프랑시스 베베르 감독의 1989년 범죄 코미디 영화이다. 닉 놀티, 마틴 쇼트 등이 출연하였고, 로런 슐러 도너 등이 제작에 참여하였다.

## 출연진
- 닉 놀티
- 마틴 쇼트
- 제임스 얼 존스
- 앨런 럭
- 세라 도로프
- 케네스 맥밀런
- 리 갈링턴
- 브루스 맥길
- 사이 리처드슨
- 브라이언 톰프슨
- 잭 맥기
- 캐시 키니
- 래리 밀러
- 제프 페리
- 존 에일워드
- 딘 스미스

## 기타 제작진
- 배역: 캐리 프레이저, 샤니 긴즈버그
- 미술: 릭 카터
- 의상: 에이프릴 페리

## 반응
이 영화는 비평가들로부터 대체적으로 부정적인 평을 받았다. 로튼 토마토에서는 2025년 5월 기준으로 리뷰 14편에 기반하여 14%의 지지도를 보이고 있다.